# Championnat du Cap-Vert de football 2015
Navigation
Saison précédente Saison suivante
La saison 2015 du Championnat du Cap-Vert de football est la trente-sixième édition de la première division capverdienne, le Campeonato Nacional. Après une phase régionale qualificative disputée sur chacune des neuf îles habitées de l'archipel, les onze meilleures équipes et le tenant du titre disputent le championnat national, joué en deux phases :
- une phase de poules (deux poules de six équipes) dont seuls les deux premiers accèdent à la phase finale
- une phase finale à élimination directe (demi-finales et finale) en matchs aller et retour qui détermine le vainqueur du championnat

C’est le tenant du titre, le Clube Sportivo Mindelense qui remporte à nouveau la compétition cette saison, après avoir battu l'autre club de l'île de São Vicente, le Futebol Clube de Derby en finale nationale. Il s'agit du onzième titre de champion du Cap-Vert de l’histoire du CS Mindelense.

## Les clubs participants
- Île de Boavista :
  - Associação Académica e Operária
- Île de Brava :
  - Sporting Clube da Brava
- Île de Fogo :
  - ADCR Spartak d'Aguadinha
- Île de Maio :
  - Associação Académico 83 do Porto Inglês
- Île de Sal :
  - Académico do Aeroporto
- Île de Santiago :
  - SC Beira-Mar (zone Nord)
  - Boavista FC (zone Sud)
- Île de Santo Antão :
  - Paulense Desportivo Clube (zone Nord)
  - Associação Académica do Porto Novo (zone Sud)
- Île de São Nicolau:
  - Futebol Clube de Ultramarina
- Île de São Vicente:
  - Clube Sportivo Mindelense (tenant du titre)
  - Futebol Clube de Derby

## Compétition

### Phase de poules
Le barème utilisé pour établir le classement est le suivant :
- Victoire : 3 points
- Match nul : 1 point
- Défaite, forfait ou abandon : 0 point

| Rang | Équipe                             | Pts | J | G | N | P | Bp | Bc | Diff |
| ---- | ---------------------------------- | --- | - | - | - | - | -- | -- | ---- |
| 1    | Futebol Clube de Derby             | 15  | 5 | 5 | 0 | 0 | 12 | 2  | +10  |
| 2    | Paulense Desportivo Clube          | 10  | 5 | 3 | 1 | 1 | 6  | 3  | +3   |
| 3    | Associação Académica do Porto Novo | 7   | 5 | 2 | 1 | 2 | 5  | 5  | 0    |
| 4    | Académico 83                       | 6   | 5 | 2 | 0 | 3 | 5  | 9  | -4   |
| 5    | ADCR Spartak d´Aguadinha           | 3   | 5 | 1 | 0 | 4 | 5  | 9  | -4   |
| 6    | Associação Académica e Operária    | 2   | 5 | 0 | 2 | 3 | 2  | 7  | -5   |

| Rang | Équipe                     | Pts | J | G | N | P | Bp | Bc | Diff |
| ---- | -------------------------- | --- | - | - | - | - | -- | -- | ---- |
| 1    | Clube Sportivo MindelenseT | 15  | 5 | 5 | 0 | 0 | 14 | 1  | +13  |
| 2    | Boavista FC                | 12  | 5 | 4 | 0 | 1 | 14 | 4  | +10  |
| 3    | Académico do Aeroporto     | 9   | 5 | 3 | 0 | 2 | 12 | 9  | +3   |
| 4    | FC Ultramarina             | 6   | 5 | 2 | 0 | 3 | 12 | 16 | -4   |
| 5    | Sporting Clube da Brava    | 1   | 5 | 0 | 1 | 4 | 5  | 16 | -11  |
| 6    | SC Beira-Mar               | 1   | 5 | 0 | 1 | 4 | 3  | 14 | -11  |

### Phase finale
|  | Demi-finales                    | Demi-finales                    | Demi-finales           | Demi-finales           |                                  |                                  | Finale | Finale | Finale | Finale |
|  |                                 |                                 |                        |                        |                                  |                                  |        |        |        |        |
|  |                                 |                                 |                        |                        |                                  |                                  |        |        |        |        |
|  | Paulense Desportivo Clube       | Paulense Desportivo Clube       | 1                      | 0                      |                                  |                                  |        |        |        |        |
|  | Paulense Desportivo Clube       | Paulense Desportivo Clube       | 1                      | 0                      |                                  |                                  |        |        |        |        |
|  | 'Clube Sportivo Mindelense'T ap | 'Clube Sportivo Mindelense'T ap | 0                      | 2                      |                                  |                                  |        |        |        |        |
|  | 'Clube Sportivo Mindelense'T ap | 'Clube Sportivo Mindelense'T ap | 0                      | 2                      | 'Clube Sportivo Mindelense'T tab | 'Clube Sportivo Mindelense'T tab | 1      | 1 (4)  |        |        |
|  |                                 |                                 |                        |                        | 'Clube Sportivo Mindelense'T tab | 'Clube Sportivo Mindelense'T tab | 1      | 1 (4)  |        |        |
|  |                                 |                                 | Futebol Clube de Derby | Futebol Clube de Derby | 1                                | 1 (3)                            |        |        |        |        |
|  | Boavista FC                     | Boavista FC                     | Futebol Clube de Derby | Futebol Clube de Derby | 1                                | 1 (3)                            | 2      | 1 (4)  |        |        |
|  | Boavista FC                     | Boavista FC                     |                        |                        |                                  |                                  |        | 1 (4)  |        |        |
|  | Futebol Clube de Derby tab      | Futebol Clube de Derby tab      | 1                      | 2 (5)                  |                                  |                                  |        |        |        |        |
|  | Futebol Clube de Derby tab      | Futebol Clube de Derby tab      | 1                      | 2 (5)                  |                                  |                                  |        |        |        |        |

## Bilan de la saison
| Championnat du Cap-Vert de football 2015 |                                       |
| Champion                                 | Clube Sportivo Mindelense (11e titre) |
| Coupes et trophées                       |                                       |
| Vainqueur de la Coupe du Cap-Vert 2015   | Non disputée                          |
| Qualifications continentales             |                                       |
| Ligue des champions de la CAF 2016       | Aucun                                 |
| Coupe de la confédération 2016           | Aucun                                 |
| Promotions et relégations                |                                       |
| Promus en Campeonato Naçional            | Aucun                                 |
| Relégués                                 | Aucun                                 |